# Hoplitis jejuna
Hoplitis jejuna är en biart som beskrevs av Popov 1952. Hoplitis jejuna ingår i släktet gnagbin, och familjen buksamlarbin.

## Underarter
Arten delas in i följande underarter:
- H. j. argentea
- H. j. jejuna